# Glandularia gooddingii
Glandularia gooddingii är en verbenaväxtart som först beskrevs av John Isaac Briquet, och fick sitt nu gällande namn av Otto Thomas Solbrig. Glandularia gooddingii ingår i släktet Glandularia och familjen verbenaväxter. Inga underarter finns listade i Catalogue of Life.